# تسمين الماشية

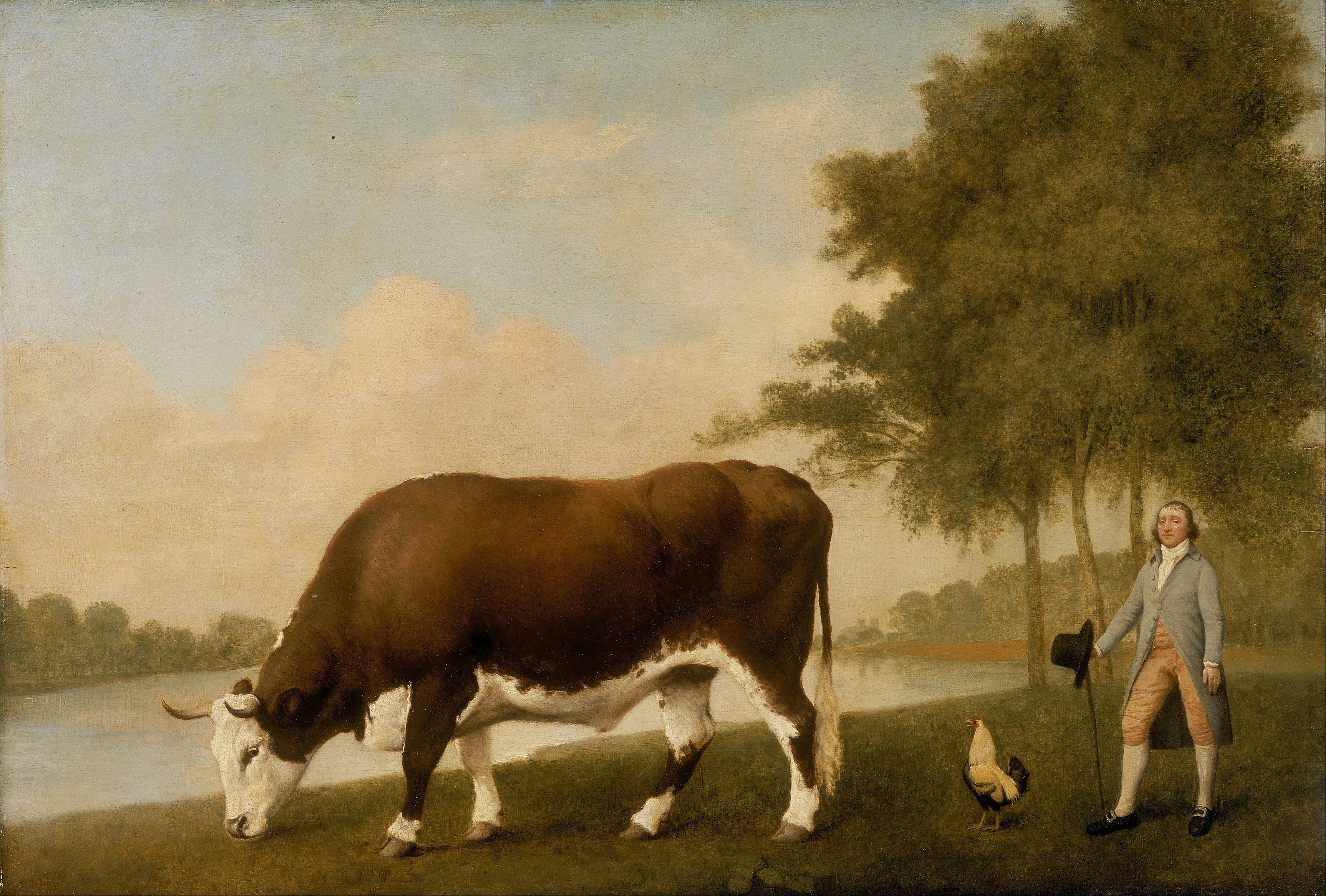

تسمين الماشية (بالإنجليزية: Cattle fattening)‏ يقصد به اتباع النظام التجاري في تربية الماشية. وهو يقوم على تسمين البقر أو الخراف في المراعي المقفلة. ويعتبر مسمن الماشية وسيط يقوم بشراء الماشية الضعيفة، ويستأجر المراعي لكي يبيعها من جديد بسعر أعلى بعد زيادة حجمها. بعض طرق التسمين المتبعة ضارة بحق المستهلك، كاستعمال العقاقير الطبية أو إضافة الخميرة، أو الملح للأعلاف الأمر الذي يدفع بالماشية للإصابة بالعطش، ثم استهلاك كميات كبيرة من المياه.